# Concert du nouvel an 1945 à Vienne
Les concerts du nouvel an 1945 de l'orchestre philharmonique de Vienne, qui ont eu lieu les 1er et 2 janvier 1945, sont les 5e concerts du nouvel an donnés au Musikverein, à Vienne, en Autriche. Ils sont dirigés également pour la cinquième fois par le chef d'orchestre autrichien Clemens Krauss.
Johann Strauss II y est toujours le compositeur principal, mais son frère Josef est aussi au programme avec trois pièces.
Huit pièces sur les quatorze au total sont jouées pour la première fois au concert du nouvel an.

## Programme
Les pièces suivies d'un astérisque (*) sont jouées pour la première fois.

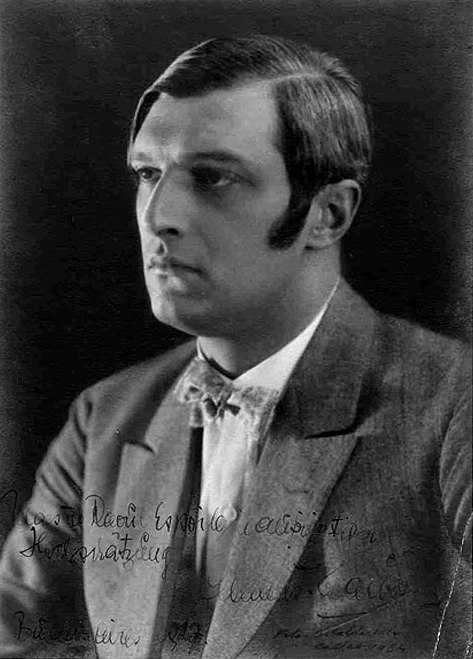
Le chef Clemens Kraus

1. Johann Strauss II : ouverture de l'opérette Indigo und die 40 Räuber*
2. Johann Strauss II : Klangfiguren, valse, op. 251*
3. Johann Strauss II : Stadt und Land, polka-mazurka, op. 322*
4. Johann Strauss II :  Éljen a Magyar!, polka rapide, op. 332
5. Josef Strauss : Mein Lebenslauf ist Lieb' und Lust, valse, op. 263*
6. Josef Strauss : Die Libelle, polka-mazurka, op. 204
7. Josef Strauss : Ohne Sorgen, polka rapide, op. 271*
8. Johann Strauss II : Patronessen-Polka, polka française, op. 286*
9. Johann Strauss II : O schöner Mai!, valse, op. 375*
10. Johann Strauss II et Josef Strauss : Pizzicato-Polka, polka
11. Johann Strauss II : Vergnügungszug, polka rapide, op. 281*
12. Johann Strauss II : Histoires de la forêt viennoise, valse, op. 325

### Rappels
1. Johann Strauss II : Perpetuum mobile. Ein musikalischer Scherz, scherzo, op. 257
2. Johann Strauss II : Le Beau Danube bleu, valse, op. 314

Les compositeurs joués
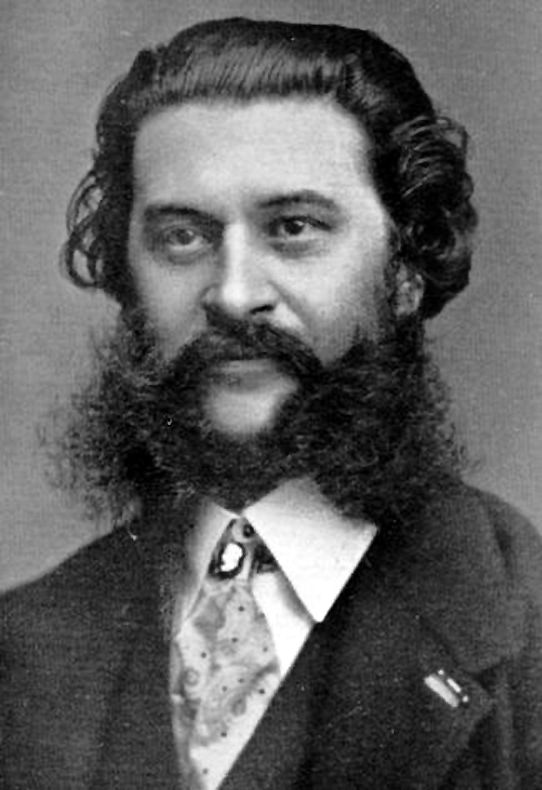
Johann Strauss (fils)
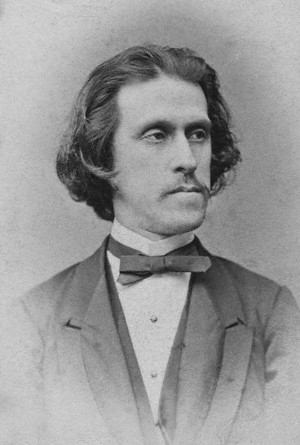
Josef Strauss